# 金龙镇 (梓潼县)
金龙镇，是中华人民共和国四川省绵阳市梓潼县下辖的一个乡镇级行政单位。原为金龙场乡，2016年撤乡设镇。

## 行政区划
金龙镇下辖以下地区：
金龙场金凤社区、金龙村、泉水村、全民村、海棠村、白山村、金华村、八一村、青光村、松花村、龙凤村、金莲村、柏杨村和凤凰村。